# Шубра-ель-Хейма
Шубра-ель-Хейма, Шубра-ель-Хайма (араб. شبرا الخيمة‎)  — четверте за чисельністю населення місто в Єгипті, розташоване в губернаторстві Кальюбія. Знаходиться на півночі Великого Каїру, є частиною його агломерації.

## Історія
З 1940-х місто населяли робітники, що працювали на прилеглих фабриках, та їхні родини. Тепер місто є північною околицею міста Каїру, куди стікаються переселенці з сільської місцевості. Загальне населення може досягати більше як 3,5 мільйона осіб.

## Пам'ятки
Головна визначна пам'ятка — Фонтанний палац.

## Транспорт
З Каїром місто з'єднує лінія підземного метро.